# Design Patterns
Design Patterns: Elements of Reusable Object-Oriented Software is een software engineering-boek dat herhaalbare oplossingen voor vaak voorkomende problemen in softwaredesign geeft.
De auteurs van het boek, Erich Gamma, Richard Helm, Ralph Johnson en John Vlissides, worden vaak de Gang of Four genoemd.
Het boek bestaat uit twee delen. In de eerste twee hoofdstukken omschrijven de auteurs de kracht en de mogelijke problemen van objectgeoriënteerd programmeren; in de volgende hoofdstukken worden 23 software-ontwerppatronen omschreven, telkens met voorbeelden in C++ en Smalltalk.
De eerste druk van het boek kwam uit op 21 oktober 1994; sindsdien werd het in 13 talen vertaald en werden er meer dan een half miljoen exemplaren van verkocht.